# Révolte de Tacky
Révolte d'esclaves en Amérique du Nord
La Révolte de Tacky, ou Guerre de Tacky, est une révolte servile opposant les esclaves de Akan (alors appelée Coromantee) aux forces militaires de l'Empire britannique en Jamaïque. Elle se déroula de mai à juillet 1760. Il s'agit d'une des plus importantes rébellions d'esclaves dans les Caraïbes entre l'Insurrection des esclaves de Saint John de 1733 et la révolution haïtienne de 1793.
Selon le professeur Trevor Burnard, cette révolte eut un impact considérable ; il la décrit en ces mots : « en termes de chocs subis par le système impérial, seule la guerre d'indépendance américaine dépassa la révolte de Tacky au XVIIIe siècle. »

## Contexte
Cet épisode très important de l'Histoire de la Jamaïque, dans une île où les villages d'esclaves fugitifs cachés dans la jungle furent nombreux dès le milieu du siècle précédent, fait suite aux révoltes d'esclaves de 1673, 1690, et 1745, qui ont elles aussi marqué l'Histoire de la Jamaïque.

## Aux origines de la révolte: le parcours de Tacky
Le chef de la rébellion, Tacky (Akan, orthographié Takyi), était originaire du groupe ethnique des Fantis, issus de l'Afrique occidentale ; avant d'être réduit en esclavage, il était issu des plus hautes sphères sociales de ce groupe, et faisait partie des chefs les plus importants. Le territoire des Fantis en Afrique correspond au centre de l'actuel Ghana. Aux côtés de Asante, surnommée la Reine Nanny, ou Nana, il planifia une insurrection pour prendre le contrôle de la Jamaïque, afin d'en faire une terre noire libérée de l'emprise britannique pour eux-mêmes.
Avant d'être esclave, Tacky était roi dans son village, et a combattu ses rivaux Ashanti, Nzema, et Ahanti faits captifs au cours des guerres locales auxquelles il participa. Il fut par la suite lui aussi réduit en esclavage, probablement après une défaite militaire ; il fut vendu et déporté en Jamaïque. Selon J. A. Jones, officier britannique chargé de négocier la reddition des révoltés, Tacky était un locuteur chevronné de l'anglais, chose courante pour les élites Fante de l'époque.
Toujours selon Jones, Tacky fut surpris, un an avant la révolte, dans une grotte en train de fomenter avec ses camarades (Quaw(twi Yaw), Sang, Sobadou(twi Sobadu), Fula Jati — le seul à n'être pas issu des Fante —, et Quantee(twi Kwarteng)) une rébellion.

## Mortalité
La Révolte de Tacky va s'étendre à une grande partie de l'île et causer la mort de 60 Blancs et plusieurs centaines de Noirs, ainsi que 250000 livres sterling de dommages matériels.

## La rébellion
Marchant sur Port Maria, un fort de la paroisse de St. Mary, le 7 avril 1760, le groupe tue un garde et vole des armes. Le drame est raconté dans la littérature de l'époque, notamment l'histoire de l'île publiée par Edward Long en 1774, ou les carnets de Thomas Thistlewood, responsable de la paroisse de Westmoreland, où la rébellion avait débuté. Elle fait suite aux révoltes de 1673, 1690, et 1745.